# Mike Lewis (chitarrista)
Micheal Richard Lewis (Pontypridd, 17 agosto 1979) è un chitarrista britannico, chitarrista del gruppo alternative metal gallese Lostprophets.

## Biografia
Prima di entrare nel mondo della musica, ha studiato ingegneria civile. Sua madre lavorava come commessa in un negozio, suo padre in una compagnia chimica. Lewis frequentava la Hawthorn High School, a Pontypridd, insieme al cantante della band Ian Watkins. Le sue materie preferite erano scienze e storia.
Inizialmente prese posto nella band come bassista, ma poi divenne chitarrista insieme a Lee Gaze; al basso fu sostituito da Stuart Richardson. Ha registrato tutti i tre album insieme alla band.
Nel settembre del 2006 ha sposato Amber Payne e vive a Santa Monica, in California.

## Equipaggiamento
- Chitarre:
  - PRS Black Singlecut
  - PRS White Singlecut
  - PRS Gold Custom 24
  - Fender Telecaster Deluxe 73
- Amplificatori:
  - Fender Hotrod Deville 2×12 (semi distortion & clean)
  - Bogner Uberschall Head (Main distortion)
  - Marshall 4×12 Cabinet
- Effetti:
  - Line 6 Delay Modeler DL4
  - Line 6 Modulation Modeler MM4
  - Boss Phaser
  - Electro-Harmonix Holy Grail
  - Rocktron Hush Noise Gate
  - Sennheiser Wireless System
  - Korg Rack Tuner
  - Furman Power Conditioner